# Chipiu à tête cendrée
Microspingus cinerea
Espèce
Statut de conservation UICN

 LC A2c+3c+4c : Préoccupation mineure
Répartition géographique
Le Chipiu à tête cendrée (Microspingus cinerea) est une espèce de passereau appartenant à la famille des Thraupidae.

## Répartition
Cet oiseau est endémique du Brésil.